# Missour

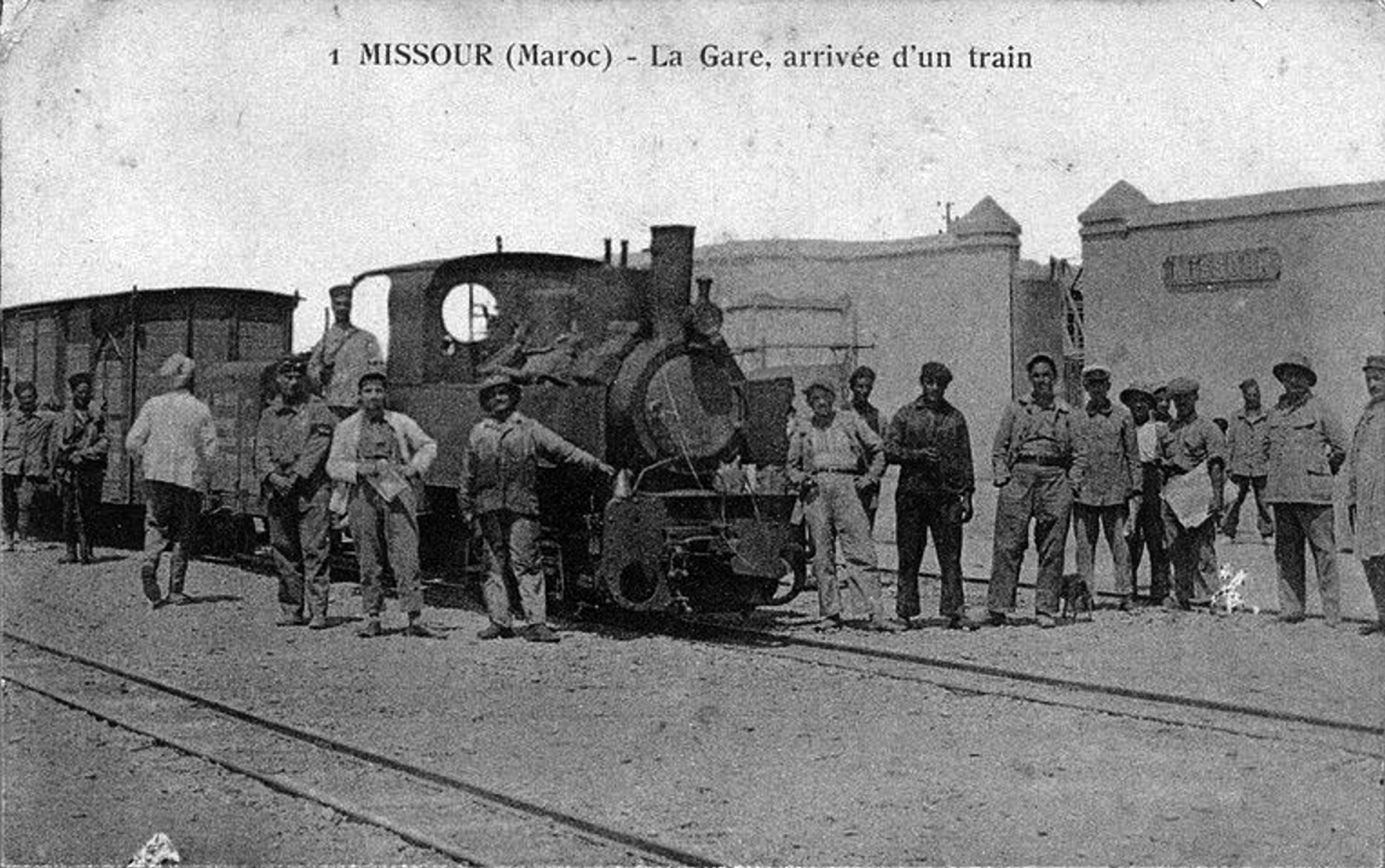
Decauville-Schmalspurbahn in Missour (um 1910)

Missour (arabisch ميسور, Zentralatlas-Tamazight ⵎⵉⵙⵓⵔ) ist eine marokkanische Stadt mit knapp 30.000 Einwohnern in der Provinz Boulemane in der Region Fès-Meknès.

## Lage und Klima
Missour liegt am Oberlauf des Oued Moulouya am Ostrand des Mittleren Atlas in einer Höhe von etwa 895 m zwischen Midelt (etwa 90 km Fahrtstrecke südwestlich) und Guercif (ca. 174 km nordöstlich). Der höchste Berg des Mittleren Atlas, der Jbel Bou Naceur, befindet sich etwa 70 km (Luftlinie) nördlich bei Outat El Haj. Das Klima ist halbwüstenartig; der spärliche Regen (ca. 200 mm/Jahr) fällt nahezu ausschließlich im Winterhalbjahr.

## Bevölkerung
| Jahr      | 1994   | 2004   | 2014   | 2024   |
| Einwohner | 12.777 | 20.978 | 25.584 | 28.408 |

Die zumeist in der zweiten Hälfte des 20. Jahrhunderts aus den umliegenden Berg- und Wüstenregionen Nord- und Ostmarokkos zugewanderten Einwohner sind größtenteils berberischer Abstammung. Man spricht jedoch in der Regel Marokkanisches Arabisch.

## Wirtschaft
In den Dörfern der Umgebung wird in geringem Umfang Feldwirtschaft betrieben und Vieh (Schafe, Ziegen, Hühner) gezüchtet. Auch Teppiche werden in den umliegenden Dörfern in Heimarbeit gewebt; gegen Ende des 20. Jahrhunderts wurde in der Umgebung ein Mineralienvorkommen entdeckt. Die Kleinstadt selbst fungiert als regionales Handwerks-, Handels- und Dienstleistungszentrum.

## Geschichte
Zur älteren Geschichte des Ortes liegen – wie in den Berbergebieten des Maghreb allgemein üblich – keine schriftlichen Aufzeichnungen vor. Eine gewisse regionale Bedeutung erlangte der Ort erst während der französischen Protektoratszeit und nach der Unabhängigkeit Marokkos.